# Allofaan

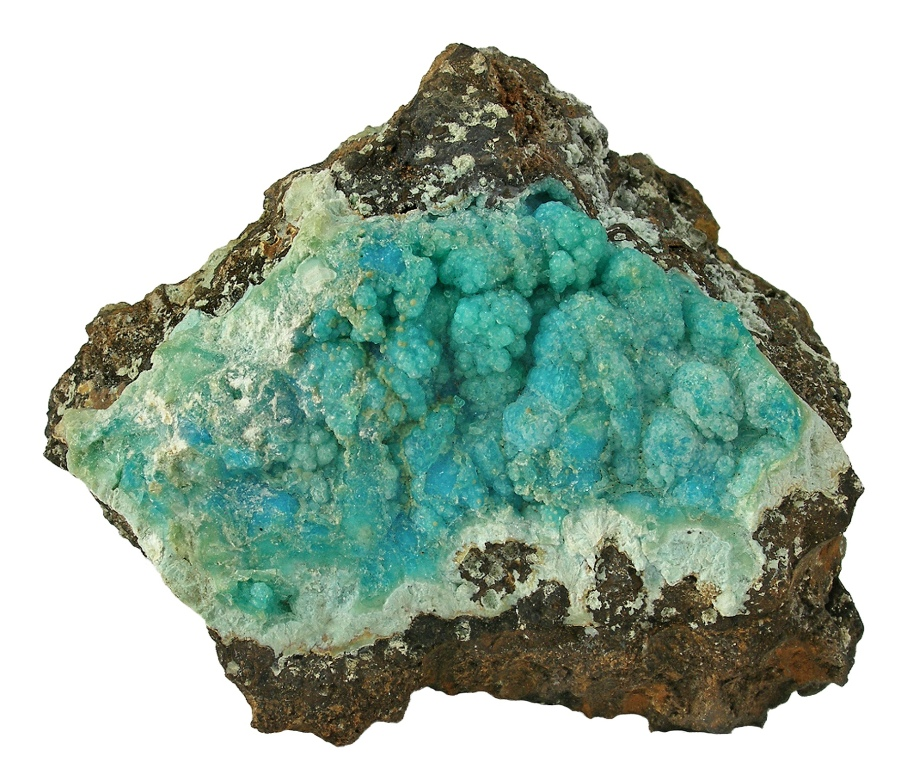
Allofaan

Het mineraal allofaan is een gehydrateerd-aluminium-silicaat met de chemische formule (Al2O3)(SiO2)1.3·2.5(H2O). Het mineraal behoort tot de fylosilicaten.

## Eigenschappen
Het doorschijnend tot opake bruin tot roodbruine of zwarte allofaan heeft een wasglans, een witte streepkleur en het mineraal kent geen splijting. Allofaan is amorf en heeft een gemiddelde dichtheid van 1,9, de hardheid is 3 en het mineraal is niet radioactief.

## Naamgeving
De naam van het mineraal allofaan is afgeleid van de Griekse woorden allos en phanoo; "anders lijken".